# Casa al carrer Major d'Arròs, 12
Casa al carrer Major d'Arròs, 12 és una casa al municipi de Vielha e Mijaran (Vall d'Aran) inclosa a l'Inventari del Patrimoni Arquitectònic de Catalunya.

## Descripció
Casa de tipologia tradicional aranesa, amb pati rodejat per la casa i les seves dependències (estables, etc.). Sobre la llinda de la porta d'entrada a la casa, de fusta, hi ha adossat un bloc de pedra de major mida que els còdols relligats amb argila que formen els murs, i de color més clar. En aquest hi ha esculpit, dins d'un cercle i en el centre, la data 1575 i per sobre i per sota d'aquesta unes lletres de difícil lectura.